# Université Marquette
L'université Marquette (en anglais : Marquette University) est une institution d'enseignement supérieur, privée et catholique, fondée par les Jésuites en 1881 et située à Milwaukee, dans l'État du Wisconsin aux États-Unis.
L'université est l'une des plus grandes universités jésuites aux États-Unis, ainsi que la plus grande université privée du Wisconsin, avec 11 600 étudiants.
Elle porte le nom du père Jacques Marquette, explorateur de la région du Mississippi.

## Histoire
Lorsqu'il est nommé évêque du diocèse qui vient juste d'être créé en 1843 à Milwaukee, dans le Wisconsin, le missionnaire suisse John Martin Henni est à la recherche de soutien des jésuites, à qui il fait confiance pour créer une école dans la petite ville et ainsi rassurer les immigrants arrivant de l'est. Il s'en entretient, lors d'un voyage en Europe en 1848-1849, avec le prélat allemand Anthony Minoux. Sur la route du retour, Henni est cependant orienté vers un riche financier d'Anvers, en Belgique, Guillaume-Joseph De Boey qui lui promet 16 000 dollars, et qui a aussi accordé des dons importants, en 1837, aux Jésuites du Missouri. Fort de cet engagement, Henni s'adresse aux jésuites de la mission américaine pour qu'ils lui envoient quelques enseignants. Il les reçoit en août 1849. En 1850, au décès de Guillaume-Joseph De Boey, il reçoit les 16 000 dollars. 
En 1856, Mgr Henni achète des terres pour fonder une université, mais les Jésuites lui demandent de l'installer plus près du centre-ville qu'il ne l'aurait voulu et le projet est ensuite aussi retardé par la crise financière de 1857. Le projet ne se concrétisera qu'en septembre 1881, avec l'arrivée des six premiers étudiants.

## Campus

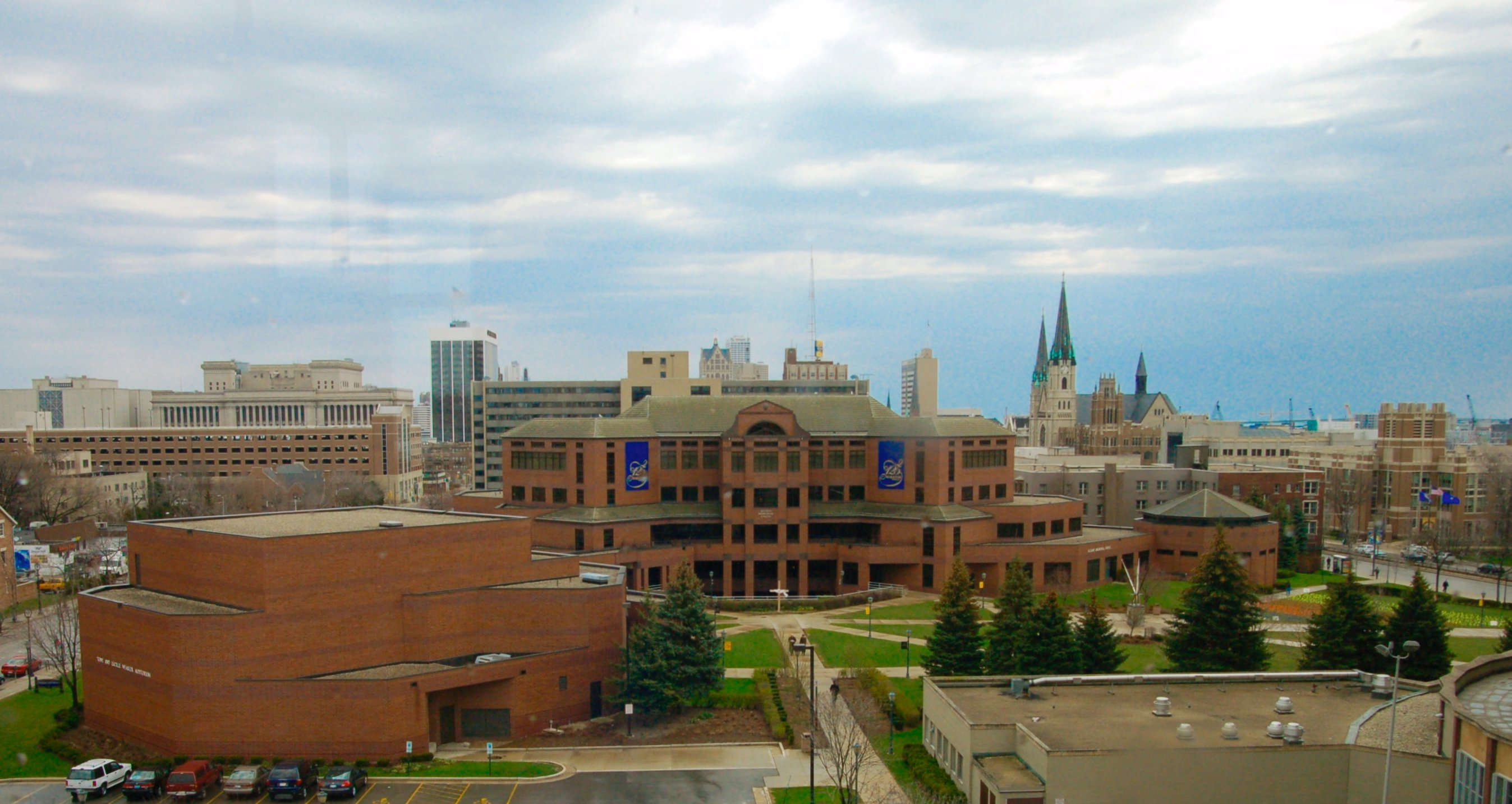
Campus de l'université Marquette à Milwaukee.

Marquette occupe un campus de 380 000 m2 près du centre-ville de Milwaukee, dans le quartier nommé University Hill, où se trouvaient auparavant les Wisconsin State Fairgrounds. Le lac Michigan est situé à environ un mille à l'est du bord du campus. Le campus est bordé par la 9e rue à l'est, la 20e à l'ouest, Wells Street au nord et Clybourn Street au sud. Wisconsin Avenue, l'un des axes principaux de Milwaukee, le divise en deux parties : les édifices d'enseignement et de recherche sont situés dans la partie sud, les résidences étudiantes, des bureaux et d'autres bâtiments dans la partie nord. Le Marquette Interchange, l'échangeur autoroutier où se rejoignent les Interstate 43, 94, 794, et la U.S. Route 41, est situé à proximité du campus.

### Bâtiments principaux
- L'Alumni Memorial Union (AMU, for short), le student union de l'université, est situé au centre du campus. Ce bâtiment en briques de cinq étages, achevé en 1990, contient une salle de bal d'une capacité de 800 personnes, des bureaux pour les associations étudiantes, le café "Brew Bayou", le centre d'informations de l'université, un bureau de poste, un bureau de US Bank, une salle de jeu, une cafétéria et le magasin de souvenirs du campus. Un auditorium adjacent y est connecté par une galerie couverte. L'AMU comprend également la Chapel of the Holy Family, où a lieu, chaque dimanche soir, une messe destinée aux étudiants.

- L'église du Gesu (Gesu Church), édifiée en 1894, est le centre spirituel du campus. L'église n'appartient pas à l'université. Cet édifice, au service de la paroisse jésuite, a été conçu par l'architecte Henry C. Koch (qui a également réalisé le Milwaukee City Hall) dans le style néogothique[5]. Des messes organisées par des étudiants y sont célébrées chaque dimanche, ainsi que la messe du Saint-Esprit, une célébration liturgique traditionnelle dans les institutions jésuites, pour l'ouverture de l’année académique .

- Le Patrick and Beatrice Haggerty Museum of Art, ou « the Haggerty », situé sur la 13e rue et Clybourn Street, a ouvert en 1984. Sa construction a été rendue possible par le mécénat d'un ancien élève et cofondateur de Texas Instruments, Inc., Patrick E. Haggerty, et de sa femme, Beatrice, qui ont donné une collection d'art à l'université. Un autre mécène du musée est David E. Straz, Jr., un philanthrope également ancien étudiant à Marquette. Le directeur actuel du musée est Wally Mason. Le Haggerty Museum of Art comprend, dans sa collection permanente, 4 500 peintures, sculptures, photographies et autres pièces d'art graphique. On y trouve entre autres les œuvres suivantes :
  - Gustave Caillebotte, La Machine de Marly, ca. 1875.
  - Jean-Baptiste Carpeaux, Figaro, 1873.
  - Marc Chagall, 105 gravures colorées connues sous le nom de The Bible Series.
  - Pieter Claeissens l'Ancien, Madonna and Child, 1550.
  - Salvador Dalí's La Madone de Port Lligat, 1948. Le musée possède également un portfolio de la série Zodiac.
  - Otto Dix, From the Catacombs in Palermo I, ca. 1923-24.
  - Jacob Lawrence, Birth, 1948.
  - Roy Lichtenstein.
  - Nicolaes Maes, Portrait of Three Children as Ceres, Ganymede and Diana, 1673.
  - Gilles Mostaert, Entry Into Jerusalem.
  - Henri de Toulouse-Lautrec, Divan japonais, 1892-93.
  - Francesco Trevisani, Saint Peter in Penitence.
  - Carle van Loo, The Resurrection (La résurrection du Christ), 1734.
  - Jacques Villon, Maternité, c. 1948, et Promethée libéré de ses chaînes, 1956.
  - Andy Warhol, Marilyn, 1967, de même que Liz, 1964, New England Clam Chowder et Tomato Beef Noodle-Os.

- Eckstein Hall, achevé en 2010, est le nouveau siège de la faculté de droit de Marquette (Marquette University Law School). Outre les salles de classe et les bureaux, elle dispose d'une bibliothèque de quatre étages, de deux imitations de salles d'audience, d'une cafétéria, d'une installation d'entraînement, d'un centre de conférence, et d'un petit parking[6].

- C'est dans le Sensenbrenner Hall que se trouvait auparavant l'école de droit. L'un des plus anciens édifices du campus, il est connu pour ses vitraux et son apparence traditionnelle, spécialement dans le Howard B. Eisenberg Memorial Hall.

- Le Robert A. Johnston Hall est occupé par le J. William & Mary Diederich College of Communications. Construit au début du XXe siècle, le jeune Marquette College faillit être mis en faillite par les travaux jusqu'à ce que Robert A. Johnston, un confiseur local, offre 100 000 dollars pour sauver le projet. Pendant une courte période ce fut le seul édifice à être occupé par le College et la faculté jésuite, l'occupèrent. L'édifice aujourd'hui recouvert de lierre disposait autrefois d'un observatoire à l'usage des étudiants en astronomie. Le Marquette University Student Media y a ses bureaux.

- Le Marquette Hall, construit en 1924, est le bâtiment de quatre étages où se trouvait originellement la faculté de sciences de l'université, sous le nom de Marquette's Science Building. Renommé en 1976, il s'agit du bâtiment-phare du campus ; il est occupé par différents services de l'université et trois salles de conférence de 300 sièges chacune. Dans sa tour se trouve le carillon de l'université, qui comprend 48 cloches, et qui sonne tous les mercredis, ainsi qu'à l'occasion d'événements spéciaux.

- Le Marquette School of Dentistry building est occupé par la seule faculté de médecine dentaire du Wisconsin. Achevé en 2002, l'édifice comprend des laboratoires, des salles de classe et une clinique dentaire.

- Le Al McGuire Center, nommé en l'honneur de l'entraîneur de l'équipe de basket-ball de l'université, a été ouvert en 2004. On y trouve les locaux des équipes de volleyball et basketball.

- La bibliothèque John P. Raynor S.J. Library, achevée en 2003, nommée en l'honneur d'un ancien président de l'université, contient de nombreux manuscrits de J.R.R. Tolkien (faisant partie des Marquette University Special Collections and University Archives[7]) et est l'un des principaux centres d'étude du campus[8].

- La St. Joan of Arc Chapel (chapelle Sainte-Jeanne d'Arc) est l'unique chapelle médiévale d'Amérique[9]. Originellement érigée en France au XVe siècle, elle est expédiée en 1927 à Long Island, et reconstruite par John Russell Pope pour Gertrude Hill Gavin. Elle a été ensuite donnée à l'université par M. et Mme Marc Rojtman en 1964. Elle a été reconstruite - remontée pièce par pièce - en 1966. Aujourd'hui, la chapelle propose des messes quotidiennes durant la semaine.

- L'Union Sports Annex, ou "The Annex", lieu de la vie étudiante, est située presque intégralement en sous-sol. On y trouve un restaurant, un bar, des salles de sport et de bowling.

- Valley Fields, un terrain multisport, est situé de l'autre côté de la Menomonee River, juste au sud du campus central.

- Le Zilber Hall est le bâtiment des services aux étudiants (Office of Student Financial Aid, the Office of the Bursar, the Office of the Registrar, and the Office of Admissions)[10].

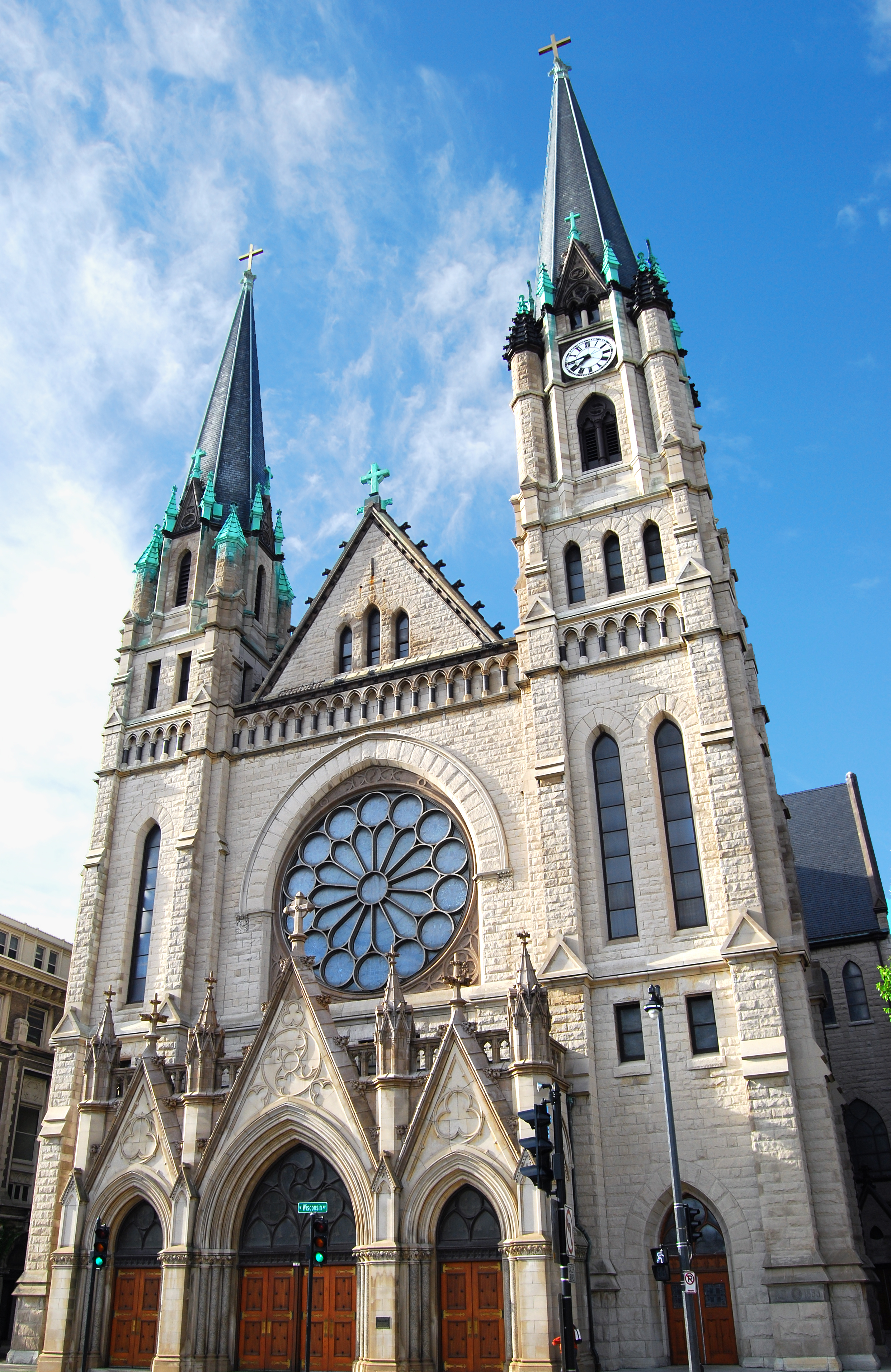
Gesu Church
St. Joan of Arc Chapel
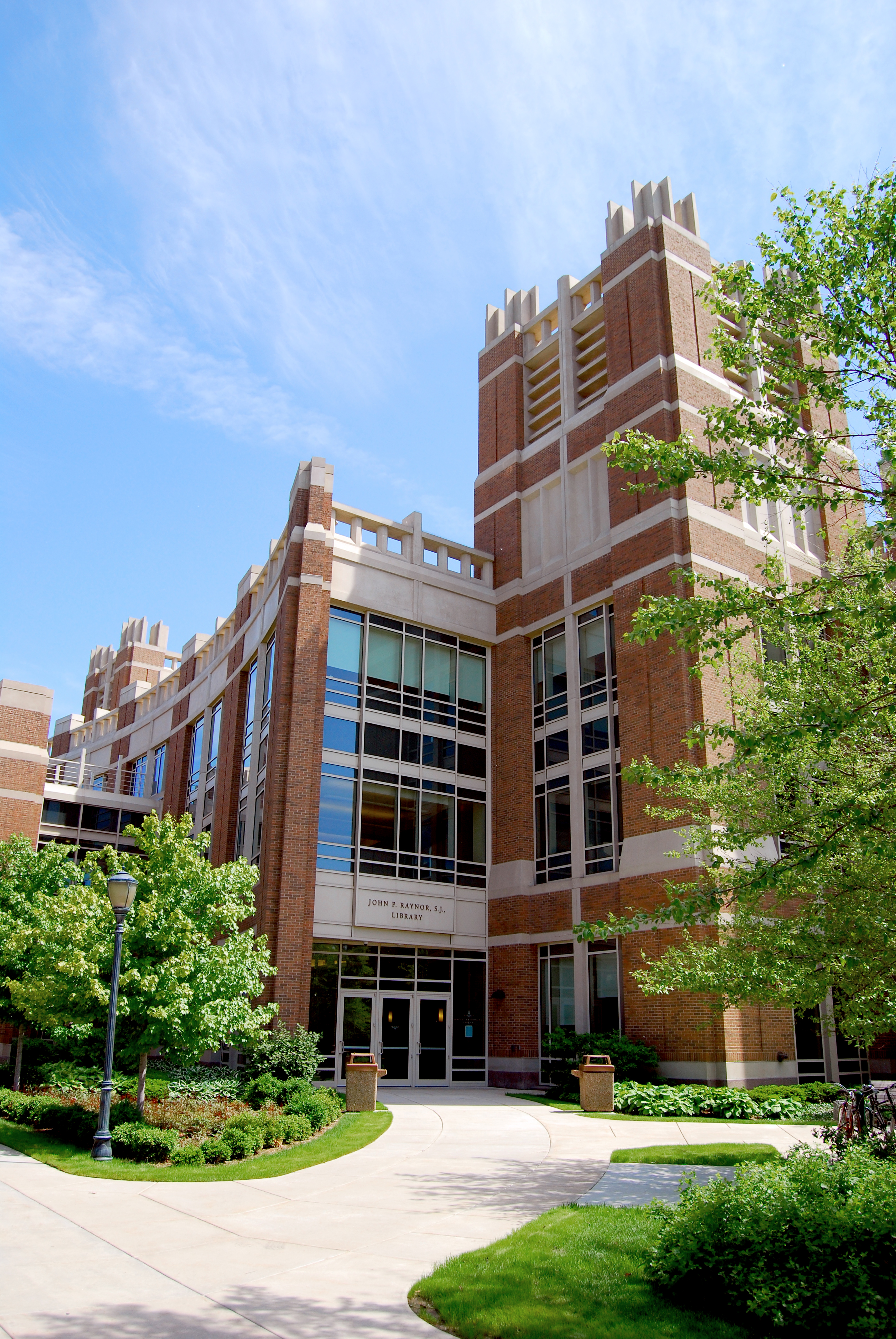
John P. Raynor, S.J. Library
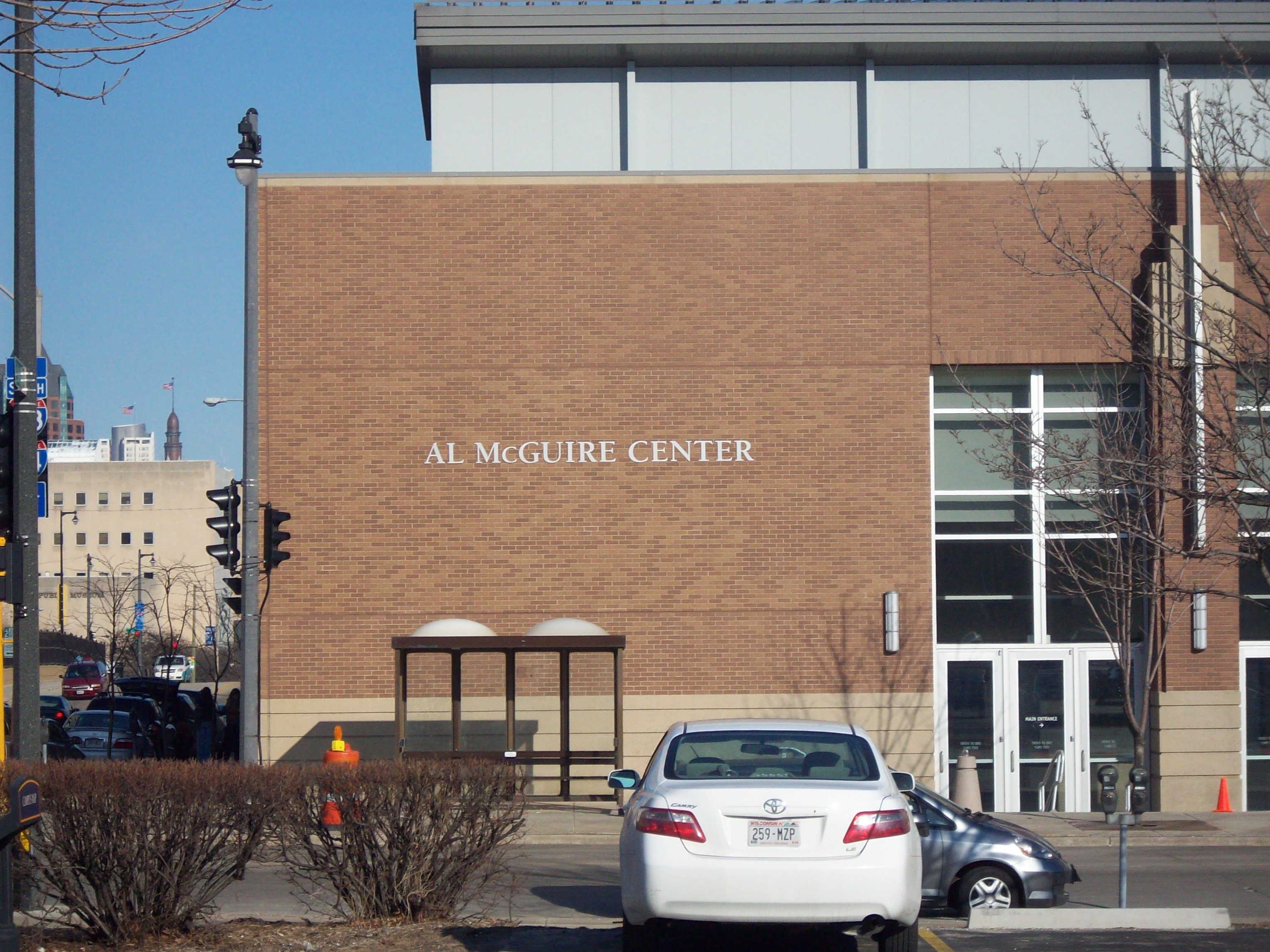
Al McGuire center

## Facultés
L'université comprend 11 écoles et colleges : Helen Way Klingler College of Arts and Sciences, College of Business Administration, J. William and Mary Diederich College of Communication, College of Education, College of Engineering, College of Health Sciences, College of Nursing, College of Professional Studies, Graduate School, Marquette University School of Dentistry, et la Marquette University Law School. Le plus grand college est le Helen Way Klingler College of Arts and Sciences.

## Vie étudiante

### Traditions
The Marquette University Anthem
Hail Alma Mater,

Thee we do call.

We're here to greet thee,

Dearest friend to all.

We're here to show thee

Our love is strong.

Hail Alma Mater!

Marquette, hear our song!